# Joseph-Anne-Maximilien de Croÿ d'Havré
Pour les autres membres de la famille, voir Famille de Croÿ.
Joseph Anne Maximilien de Croÿ, duc d'Havré (Paris, 12 octobre 1744 – Château d'Havré, 14 octobre 1839), est un militaire et homme politique français des XVIIIe et XIXe siècles.

## Biographie
Unique fils de Louis-Ferdinand de Croÿ (1713-1761), duc d'Havré, duc de Croÿ, marquis de Chemery, de Thy le Château, de Wailly, seigneur de Tourcoing, Sangatte...et de Marie-Louise de Montmorency-Luxembourg-Tingry (1716-1764), le duc d'Havré était le petit-fils maternel de Christian Louis de Montmorency-Luxembourg, maréchal de France. Il est aussi le neveu du comte de Priego. Par son père, il est issu de la Maison de Croÿ, par sa mère de la Maison de Montmorency. Il avait pour sœurs :
1. Marie-Anne-Christine-Joséphine, princesse de Croÿ (7 février 1737 - Paris, 1788), chanoinesse de Remiremont, mariée avec Gabriel-François, comte de Rougé (1729-1786), lieutenant-général ;
2. Emmanuelle-Louise-Gabrielle-Josèphe, princesse de Croÿ (1738 - Paris, 1796), morte religieuse de la Visitation ;
3. Marie-Charlotte-Joséphine-Sabine, princesse de Croÿ (1740-1776), chanoinesse de Maubeuge, mariée avec Charles-Olivier de Saint-Georges, marquis de Vérac (1743-1828), lieutenant-général en Poitou, dont postérité ;
4. Eléonore Frédérique de Croÿ (18 juin 1746 - 27 juillet 1746) ;
5. Louise-Élisabeth-Félicité-Françoise-Armande-Anne-Marie-Jeanne-Joséphine, princesse de Croÿ, duchesse de Tourzel (1749-1832), mariée avec Louis François du Bouchet de Sourches, marquis de Sourches et de Tourzel, comte de Montsoreau (1744-1786), dont postérité ;
6. Anne Louis François Ferdinand Joseph de Croÿ (16 novembre 1751 - 25 novembre 1751)[1].

Orphelin assez jeune, il hérite de ses parents le château d'Havré, dans l'actuelle Belgique, et en France. le château de Wailly. A Wailly, il fait effectuer d'importants travaux d'embellissement, auxquels la Révolution met fin avant leur achèvement. Saisis par suite de son émigration, ces deux domaines sont vendus comme bien national pendant la Terreur. Il parvient à en reprendre possession au début du XIXe siècle. A Wailly, le château est en grande partie détruit entretemps.

### Carrière militaire sous la Monarchie
Aide de camp de son père, à l'âge de 16 ans, Joseph Anne Maximilien de Croÿ était à ses côtés lorsque ce général fut frappé mortellement à la bataille de Filinghausen le 16 juillet 1761.
Colonel à vingt ans, il succéda à son père dans le gouvernement de Schlettstadt/Sélestat, fut nommé colonel du régiment de Flandre, le 23 juin 1767, brigadier des armées du Roi le 1er mars 1780, maréchal-de-camp le 1er janvier 1784, et chevalier de l'ordre de la Toison d'or en 1790.
Joseph de Croÿ est élu député aux États généraux, par la noblesse des bailliages d'Amiens et de Ham  le 11 avril 1789.

### Hostile à la Révolution française
A l'Assemblée constituante, il fait partie de la minorité hostile à toute réforme, proteste contre la réunion des trois ordres et contre la déclaration des droits, et émigre, dès 1791, d'abord en Allemagne, puis en Espagne, où l'une de ses tantes avait épousé le marquis de Guadalest (es), « amirante » d'Aragon.
Pendant la Révolution française, le duc d'Havré fut chargé par Louis XVI et par les princes, ses frères, d'une mission particulière près la cour d'Espagne, et il resta à Madrid comme représentant de Louis XVIII, jusqu'à l'époque où l'alliance de cette cour avec la République française le força à quitter cette capitale. Le duc  d'Havré n'était pas à la hauteur d'une telle mission, et le duc d'Avaray écrivait, le 15 février 1794 : « Je frémis de voir d'aussi grands intérêts dans des mains aussi innocentes. » L'incident le plus remarquable de sa mission et de son séjour en Espagne n'eut rien de politique : il tomba amoureux de la femme de Pérignon, ambassadeur de la République française en Espagne.
Les dossiers de l’émigration contiennent un assez grand nombre de pièces le concernant et son épouse de 1792 à 1800, particulièrement des certificats de résidence. La 57e partie de la liste des émigrés du département de la Seine, arrêtée le 21 vendémiaire an III, portait l’inscription suivante : Croï d’Havré et son épouse, rue de Lille. La duchesse ne suivit pourtant pas son mari pendant l’émigration : elle résida tantôt à Paris, tantôt à Havré, en Belgique (alors département de Jemmapes). Aussi obtint-elle facilement sa radiation sous le Consulat. Le 24 thermidor an VIII (12 août 1800), elle habitait depuis deux mois au 96 rue de Grenelle, avec son mari et ses enfants.
En 1798, il quitte l'Espagne pour le Portugal, puis l'Angleterre. Sous le premier Empire, il séjourne en Angleterre avec Louis XVIII, à qui il sert d'émissaire.
Le duc d'Havré fut chargé de plusieurs missions importantes par Louis XVIII, « qui l'honorait de sa confiance et de son amitié », et qu'il accompagna à son retour en France.

### Pair de France sous la Restauration
Rentré en France à la première Restauration, il est successivement nommé capitaine des gardes du corps du Roi (grade dont il s'est démis en 1825, mais dont il conserva les honneurs), pair de France (4 juin 1814), lieutenant-général (22 août 1814), commandeur, puis grand-croix de l'ordre de Saint-Louis, les 23 août 1814 et 5 mai 1816, grand-croix de l'ordre de Charles III d'Espagne et officier de la Légion d'honneur le 19 août 1823.
En 1816, il est chargé par le roi d'aller, en qualité d'ambassadeur extraordinaire, recevoir à Marseille S.A.R. la princesse Marie-Caroline des Deux-Siciles, future épouse de Charles-Ferdinand d'Artois.
À la Chambre haute, il vote pour la mort dans le procès du maréchal Ney, et soutient les prérogatives de la Couronne. 
En 1830, il refuse de prêter serment au gouvernement de Louis-Philippe. 
Il meurt au château du Roeulx, chez son gendre, le 14 octobre 1839, à l’âge de quatre-vingt-quinze ans.
En 1838, il avait acheté à Paris, rue de Babylone, l'hôtel de Cassini, que ses filles revendent en 1840.

## Récapitulatif

### Titres
- 7e[7] duc d'Havré ;
- Prince du Saint-Empire ;
- Grand d'Espagne de la 1re  classe ;
- Châtelain héréditaire de Mons ;
- Seigneur de Tourcoing ;
- Pair de France :
  - 4 juin 1814 - mars 1815, août 1815 - juillet 1830,
  - Duc et pair (31 août 1817, sans lettres patentes, ni majorat)[8].

### Décorations
| Chevalier de la Toison d'Or | Officier de la Légion d'Honneur | Grand'croix de Saint-Louis | Grand-croix de l'ordre de Charles III d'Espagne |

- Chevalier de la Toison d'or (1790, par Charles IV d'Espagne) ;
- Chevalier (18 mai 1820), puis officier (19 août 1823) de la Légion d'honneur[9]  ;
- Chevalier (1779[10]), puis Commandeur (23 août 1814), puis Grand'croix (5 mai 1816) de l'Ordre royal et militaire de Saint-Louis :
- Grand-croix de l'ordre de Charles III d'Espagne

### Armoiries
| Image | Armoiries |
| ----- | --- |
|       | Armes de la branche des ducs d'Havré et de Croÿ (depuis pairs de France, seconde branche de la maison de Croÿ) Écartelé : aux I et IV, d'argent, à 3 fasces de gueules (qui est de Croÿ) ; aux 2 et 3, parti de 3 traits coupé d'un (qui font 8 quartiers) : au 1 fascé d'argent et de gueules de 8 pièces (qui est de Hongrie ancien) ; au 2, d'azur, semé de fleurs de lys d'or, au lambel de gueules (de Naples) au 3, d'argent à la croix potencée d'or, cantonnée de 4 croisettes du même (qui est de Jérusalem) ; au 4, d'or à 5 vergettes de gueules (qui est d'Aragon) ; au 5, d'azur, semé de fleurs de lys d'or, à la bordure de gueules (de Valois-Anjou) ; au 6, d'azur au lion contourné d'or (de Gueldre) ; au 7 d'or, au lion de sable (de Juliers) ; au 8 d'azur, semé de croisettes recroisettées et fichées d'or, etai bars adossés du même, brochants (qui est de Bar) ; sur le tout des petites écartelures d'or à la bande de gueules, chargée de 3 alérions d'argent (qui est de Lorraine) ; et sur le tout des grandes partitions fascé d'argent et de gueules de 8 pièces (qui est de Hongrie). CouronneDe prince fermée sur l'écu, et couronne de duc sur le manteau de pair de France. Devise« Je Maintiendray ». |
|       | On trouve aussi Écartelé : au 1 et 4 de Croÿ, au 2 et 3 de Renty, sur le tout écartelé de Flandres et de Craon. |

## Mariage et descendance
- Joseph de Croÿ d'Havré épousa à Paris le 20 février 1762, sa cousine Adélaïde-Louise-Françoise-Gabrielle de Croÿ (Paris, 6 décembre 1741 - Paris, 27 avril 1822), fille d'Emmanuel, duc de Croy, prince de Solre (1718-1784), maréchal de France, grand d'Espagne de 1re classe, et d'Angélique-Adélaïde d'Harcourt (1719-1744). De ce mariage sont issus :
  - Adélaïde-Marie-Louise-Justine-Joséphine, princesse de Croÿ (Paris, 10 juillet 1768 - Le Rœulx, 3 septembre 1846), mariée, le 6 avril 1788 à Paris, avec son cousin germain Emmanuel-Maximilien, prince de Croÿ-Solre (1768-1848), lieutenant général et pair de France, lieutenant-général des armées du roi, capitaine de la première compagnie des gardes-du-corps, etc., etc., dont :
    - Postérité ;

  - Amélie Gabrielle Josephine, princesse de Croÿ (Paris, 13 avril 1774 - Le Rœulx 16 janvier 1847), mariée, le 23 janvier 1790 à Paris, avec Charles Louis Gabriel de Conflans, marquis d'Armentières (1772-1849), maréchal de camp, pair de France, dont :
    - Postérité ;

  - Pauline Aimée Louise Joséphine, princesse de Croÿ (Paris, 25 septembre 1776 - Le Rœulx, 11 décembre 1849) ;
  - Christian Auguste Joseph Charles, prince de Croÿ (Paris, 28 janvier 1778 - Paris 7 mars 1780) ;
  - Ernest Emmanuel Joseph, prince de Croÿ, marquis d'Havré, titré duc Ernest de Croÿ, grand maréchal de la Cour de la Reine des Pays-Bas, non marié (Paris, 20 mars 1780 - Le Rœulx, 13 avril 1828).